# Pedro de Albuquerque Maranhão
Pedro Velho de Albuquerque Maranhão, mais conhecido simplesmente como Pedro Velho (Macaíba, 27 de novembro de 1856 — Recife, 9 de dezembro de 1907) proclamou a república no Rio Grande do Norte, sendo o seu primeiro governador.

## Carreira
Pedro Velho foi médico e boticário, antes de ingressar na política, ao fim da monarquia.
Foi o fundador do jornal "A República", em 1 de julho de 1889, e da sua redação saíram vários governadores norte-rio-grandenses, dominando a política no estado até sua morte.